# Bodor Klára
Bodor Klára (Budapest, 1904. augusztus 15. – Kolozsvár, 1973. július 28.) magyar elbeszélő, gyermekíró. Bodor Pál anyja.

## Életútja
Első írását 1930-ban közölték. Az 1940-es évek végétől a kolozsvári Igazság bánsági tudósítója, az írószövetség temesvári magyar irodalmi körének vezetője. Verseit, riportjait, elbeszéléseit a napisajtó s a Bánsági Írás, az Irodalmi Almanach, a Dolgozó Nő közölte, antológiákban is szerepelt. Kötete: Panni (elbeszélés gyermekeknek, 1970).